# Miwok (volk)
De Miwok (ook gespeld als Miwuk, Mi-Wuk en Me-Wuk) is een verzameling van vier taalkundig-gerelateerde indianenvolkeren uit Noord-Californië. Zij spraken oorspronkelijk Miwoktalen, een van de twee takken van de Utitalen. Miwok betekent 'mensen' in de eigen taal.
Antropologen delen de Miwok doorgaans in in vier geografisch en cultureel verschillende etnische groepen. De Miwok zelf maakten dat onderscheid niet voor de komst van Europese kolonisten.
- Bay Miwok, leefden in het huidige Contra Costa County
- Coast Miwok, leefden in het huidige Marin County en het zuiden van Sonoma County
- Lake Miwok, leefden in het bekken van Clear Lake
- Plains and Sierra Miwok, leefden in de uitlopers van de Sierra Nevada, in de Central Valley en in de Sacramento-San Joaquindelta

Er zijn tegenwoordig elf erkende stammen van Miwokindianen. Er leven naar schatting 3.500 Miwok in de Verenigde Staten. Volgens een conservatieve schatting van Alfred L. Kroeber leefden er in 1770 zeker 11.000 Miwok (van alle subgroepen, behalve de Bay Miwok) in het huidige Californië.

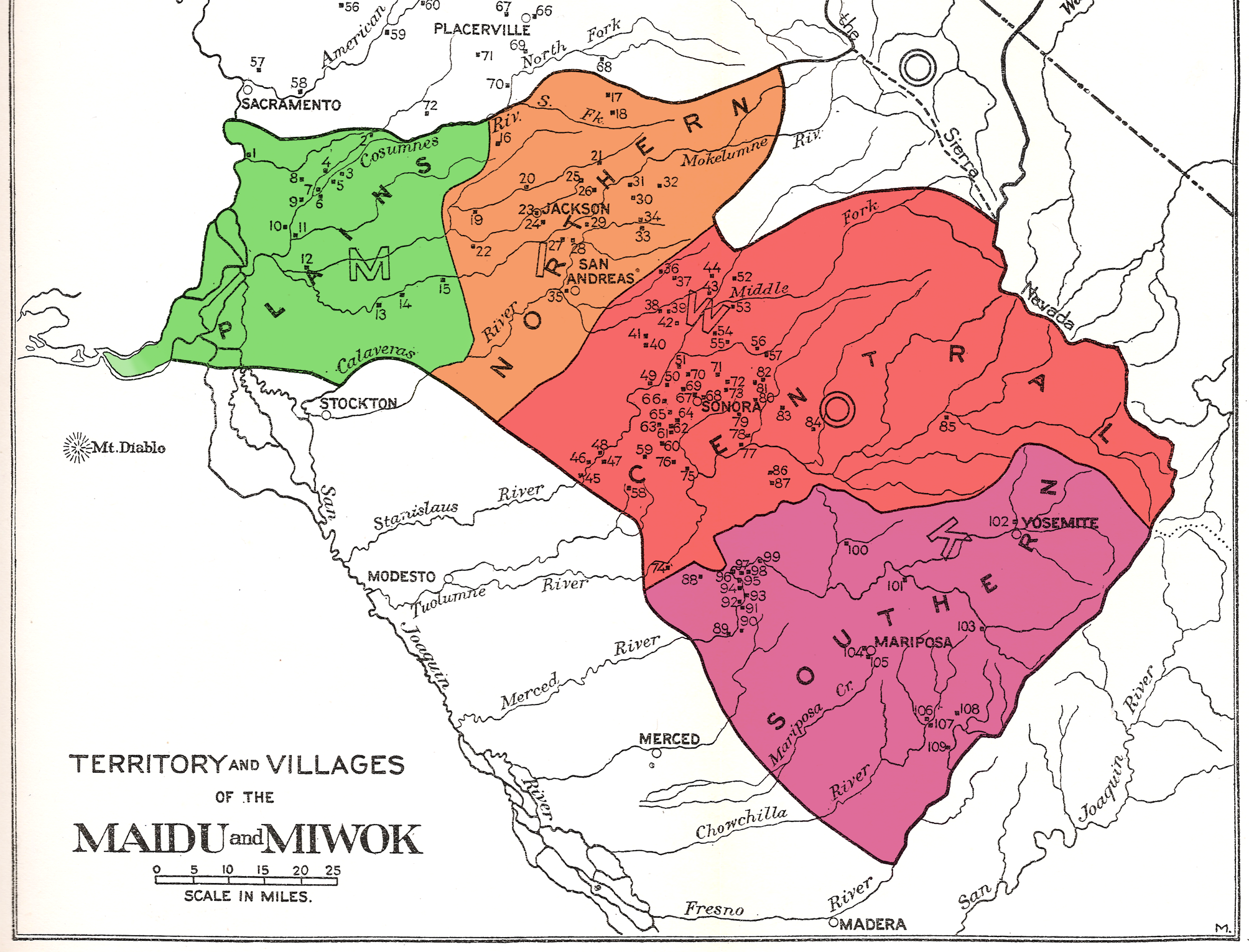
Kaart van de traditionele leefgebieden van de Plains and Sierra Miwok (naar Kroeber).

## Trivia
- De Ewok, een fictief ras uit de Star Wars-serie, zijn naar de Miwok vernoemd.